# Хотлубей Юрій Юрійович
Юрій Юрійович Хотлубєй  (нар. 12 січня 1944, смт Желанне, Ясинуватський район, Донецька область) — український державний діяч греко-урумського походження, колишній міський голова міста Маріуполя, Народний депутат України I скликання, колаборант.

## Життєпис
За походженням — грек-урум. 

### Освіта
У 1966 році закінчив Донецький політехнічний інститут, у 1986 — Академію суспільних наук при ЦК КПРС (Москва).

### Кар'єра
Трудову діяльність почав у 1960 році слюсарем на Донецькому металургійному заводі. Після закінчення інституту працював майстром, старшим майстром, механіком на Павлодарському алюмінієвому заводі. Служив в армії. У 1971 році повернувся на Донецький металургійний завод, де працював майстром, старшим майстром, був вибраний секретарем цехової парторганізації.
З 1975 року — на партійній роботі в Донецьку: інструктор, завідувач відділу міськкому, перший секретар Ленінського райкому Компартії України. Працював інспектором, завідувачем сектору відділу організаційно-партійної та кадрової роботи ЦК Компартії України.
В 1989 році обраний першим секретарем Маріупольського міськкому Компартії України. 
В 1990 році обраний народним депутатом України і головою Маріупольської міської ради.
З 1994 року — завідувач відділу ринку товарів і послуг Кабінету Міністрів України, голова управління організаційної роботи та кадрової політики Адміністрації Президента України. 
У 1998 році обраний міським головою міста Маріуполя.
За ініціативи Хотлубея в місті реалізують програми з реорганізації житлово-комунального господарства, поліпшенню водопостачання та санітарного стану.
У 2000 році Маріуполь зайняв третє місце по Україні в конкурсі «Місто найкращого благоустрію».

## Нагороди
- Орден «За заслуги» III ст.;
- Орден Данила Галицького (19 серпня 2006)[3];
- Відзнака Президента України — ювілейна медаль «20 років незалежності України» (19 серпня 2011)[4].